# Chaligny
Chaligny é uma comuna francesa na região administrativa de Grande Leste, no departamento de Meurthe-et-Moselle. Estende-se por uma área de 13,32 km². Em 2010 a comuna tinha 2 867 habitantes (densidade: 215,2 hab./km²).